# Зелёный Рог (Гордеевский район)
Зелёный Рог — упразднённый в 2015 году посёлок в Гордеевском районе Брянской области, в составе Рудневоробьёвского сельского поселения. Располагался в 7 км к северо-западу от села Перетин, в 6 км к северо-востоку от деревни Малоудёбное. Население — 1 человек (2010).

## История
Упоминается с середины XIX века (первоначальное название — Дублянские Хутора). В XX веке входил в состав Краснорогского (до 1954), Старополонского (1954—2005) сельсоветов. В период временного расформирования Гордеевского района — в Клинцовском (1963—1966), Красногорском (1967—1985) районе.
Упразднён законом Брянской области от 28 сентября 2015 года № 74-З в связи с фактическим отсутствием жителей.
| Годы      | 1926 | 1979 | 1989 | 2002 | 2010 |
| --------- | ---- | ---- | ---- | ---- | ---- |
| Население | 170  | 6    | 5    | 1    | 1    |